# Peugeot Typ 28

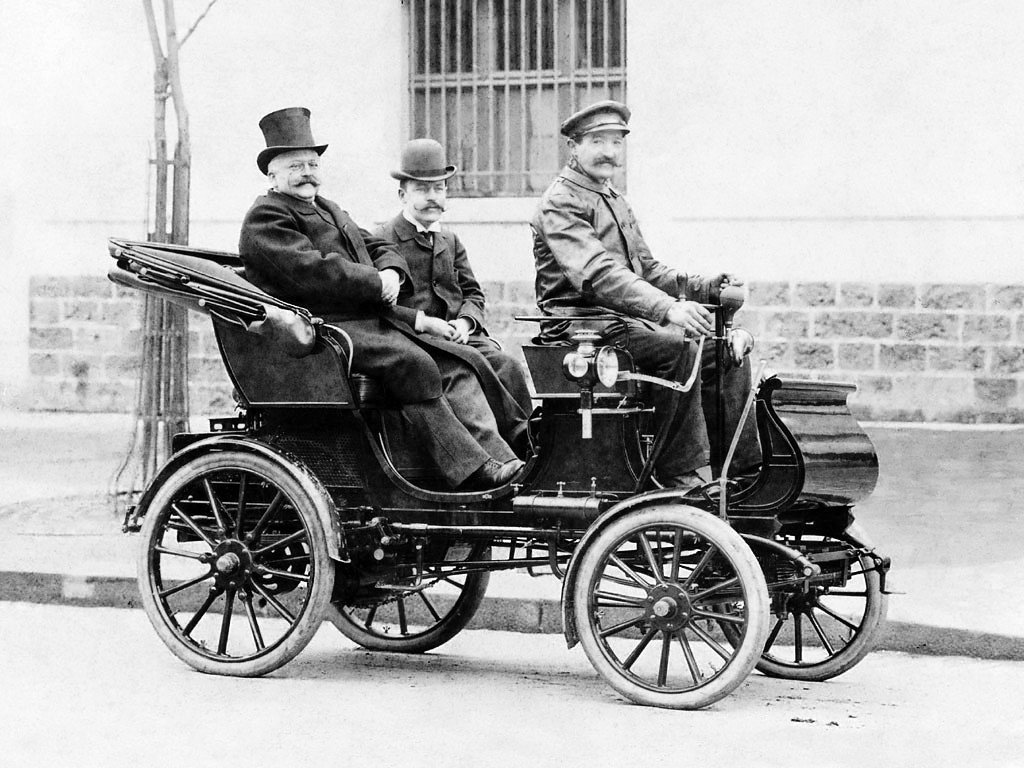
Armand Peugeot auf dem Peugeot Typ 28 Phaeton, 1900

Der Peugeot Typ 28 ist ein frühes Automodell des französischen Automobilherstellers Peugeot, von dem von 1899 bis 1900 im Werk Audincourt 8 Exemplare produziert wurden.
Die Fahrzeuge besaßen einen Zweizylinder-Viertaktmotor eigener Fertigung, der im Heck liegend angeordnet war und über Kette die Hinterräder antrieb. Der Motor leistete 12 PS.
Bei einem Radstand von 175 cm betrug die Fahrzeuglänge 270 cm und die Fahrzeughöhe 200 cm. Die Karosserieform Phaeton bot Platz für vier Personen.